# Agalinis

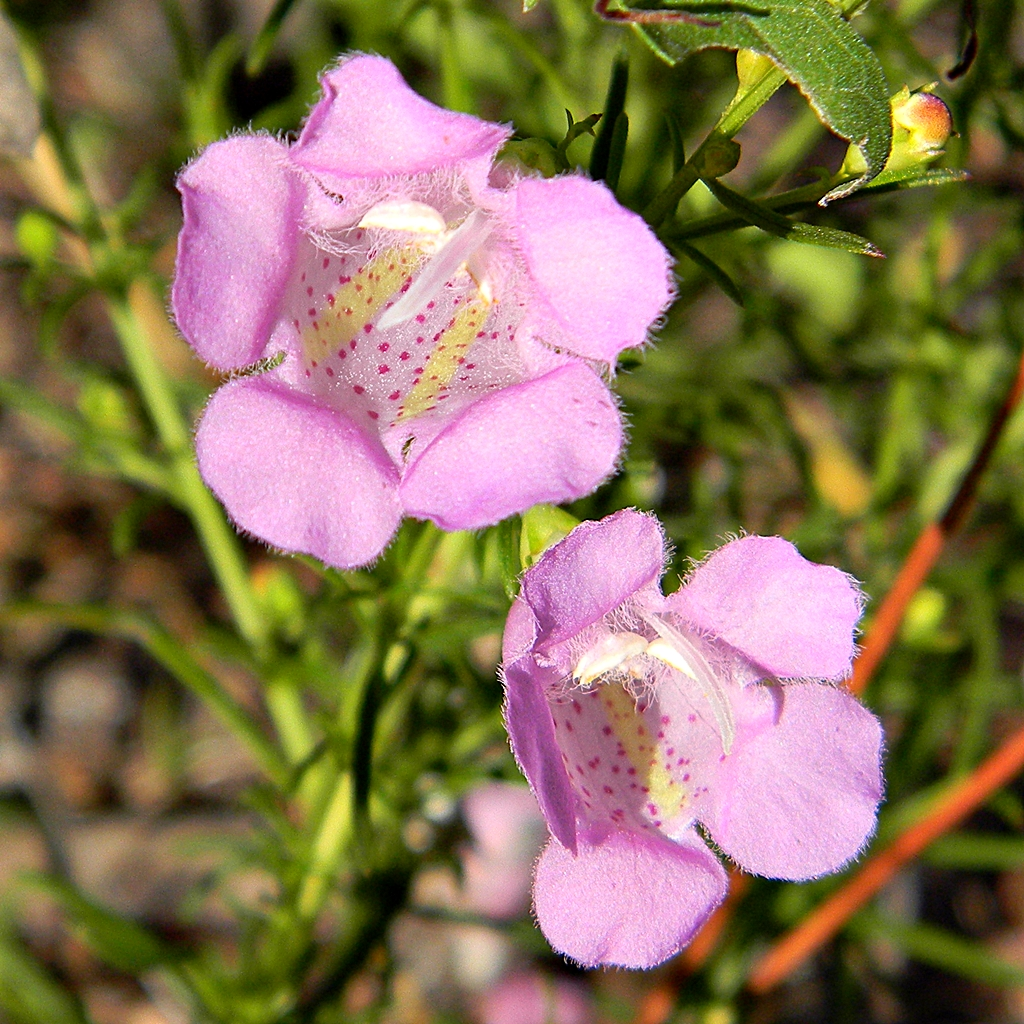
Agalinis fasciculata

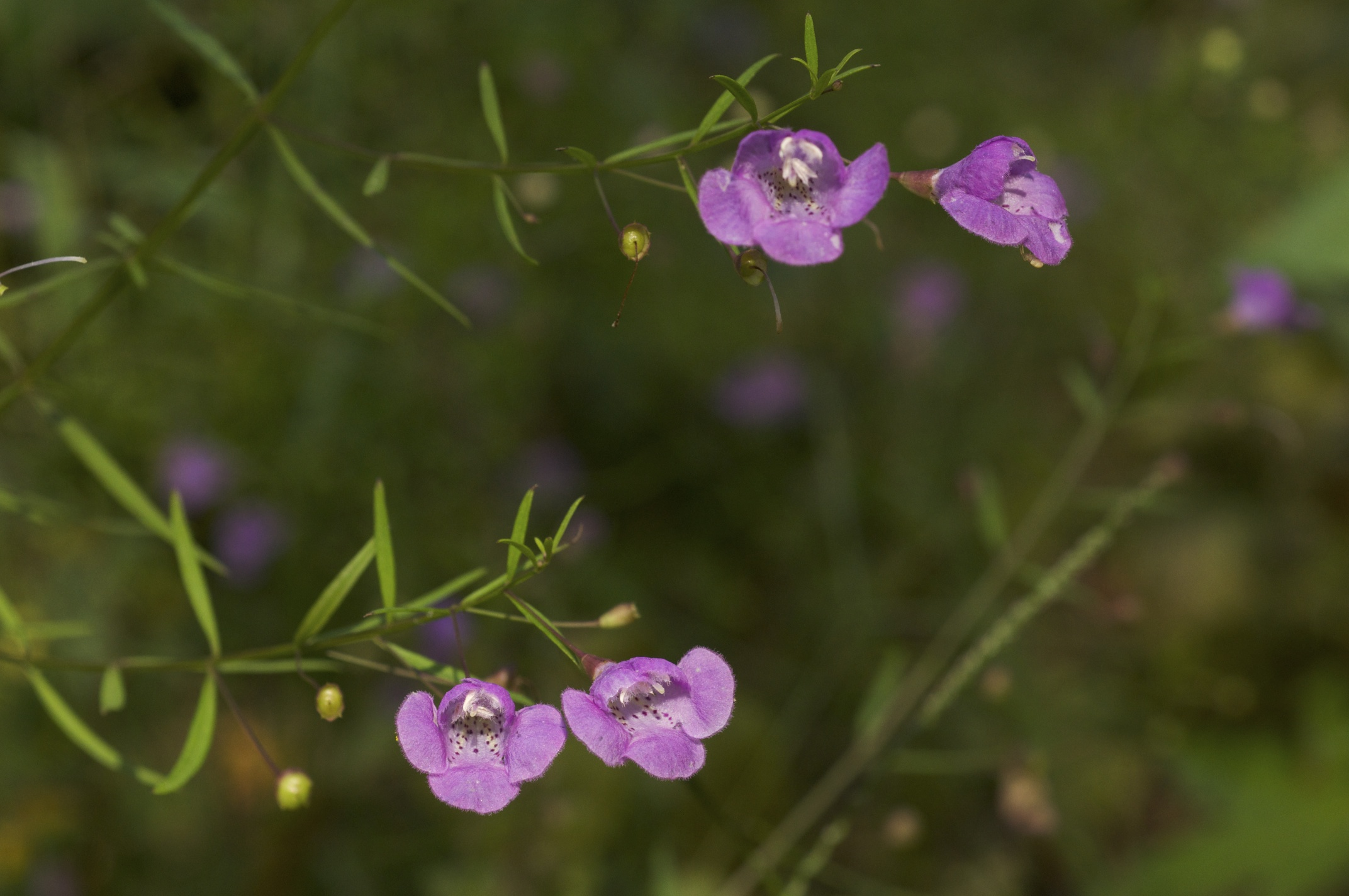
Agalinis tenuifolia

Agalinis – rodzaj roślin z rodziny zarazowatych (Orobanchaceae). Obejmuje ponad 63 gatunki występujące w tropikalnej i umiarkowanej Ameryce Północnej i Środkowej. Są to rośliny pasożytujące na korzeniach innych roślin, a ponieważ posiadają też zielone własne liście należą do półpasożytów. Niektóre gatunki, zwłaszcza A. purpurea bywają uprawiane jako ozdobne. 

## Systematyka
Pozycja według APweb (aktualizowany system APG III z 2009)
Rodzaj z rodziny zarazowatych (Orobanchaceae) należącej do rzędu jasnotowców reprezentującego dwuliścienne właściwe.
Wykaz gatunków
- Agalinis acuta Pennell
- Agalinis angustifolia (Mart.) D'Arcy
- Agalinis aphylla (Nutt.) Raf.
- Agalinis aspera (Douglas ex Benth.) Britton
- Agalinis auriculata (Michx.) S.F.Blake
- Agalinis bandeirensis Barringer
- Agalinis bangii (Kuntze) Barringer
- Agalinis brachyphylla (Cham. & Schltdl.) D'Arcy
- Agalinis brevifolia (Rusby) S. Beck
- Agalinis calycina Pennell
- Agalinis chaparensis Barringer
- Agalinis communis (Cham. & Schltdl.) D'Arcy
- Agalinis densiflora (Benth.) S.F.Blake
- Agalinis digitalis (Benth.) Barringer
- Agalinis divaricata (Chapm.) Pennell
- Agalinis domingensis (Spreng.) D'Arcy
- Agalinis edwardsiana Pennell
- Agalinis fasciculata (Scott-Elliot) Raf.
- Agalinis fiebrigii (Diels) D'Arcy
- Agalinis filicaulis (Benth.) Pennell
- Agalinis filifolia (Nutt.) Raf.
- Agalinis gattingeri (Small) Small ex Britton & A.Br.
- Agalinis genistifolia (Cham. & Schltdl.) D'Arcy
- Agalinis gypsophila B.L.Turner
- Agalinis heterophylla (Nutt.) Small ex Britton
- Agalinis homalantha Pennell
- Agalinis humilis (Diels) D'Arcy
- Agalinis itambensis V.C.Souza & S.I.Elias
- Agalinis kingsii Proctor
- Agalinis lanceolata (Ruiz & Pav.) D'Arcy
- Agalinis laxa Pennell
- Agalinis linarioides (Cham. & Schltdl.) D'Arcy
- Agalinis linifolia (Nutt.) Britton
- Agalinis maritima (Raf.) Raf.
- Agalinis megalantha (Diels) D'Arcy
- Agalinis meyeniana (Benth.) Barringer
- Agalinis nana S.I.Elias & V.C.Souza
- Agalinis navasotensis Dubrule & Canne-Hill.
- Agalinis neoscotica (Greene) Fernald
- Agalinis nuttallii Shinners
- Agalinis obtusifolia Raf.
- Agalinis oligophylla Pennell
- Agalinis ovatifolia (Rusby) S. Beck
- Agalinis paupercula (A.Gray) Britton
- Agalinis peduncularis (Benth.) Pennell
- Agalinis pennellii Barringer
- Agalinis pinetorum Pennell
- Agalinis plukenetii (Elliott) Raf.
- Agalinis pulchella Pennell
- Agalinis purpurea (L.) Pennell
- Agalinis ramosissima (Benth.) D'Arcy
- Agalinis ramulifera Barringer
- Agalinis reflexidens (Herzog) D'Arcy
- Agalinis scarlatina (Herzog) D'Arcy
- Agalinis schwackeana (Diels) V.C.Souza & Giul.
- Agalinis setacea (J.F.Gmel.) Raf.
- Agalinis skinneriana (Alph. Wood) Britton
- Agalinis stenantha (Diels) D'Arcy
- Agalinis strictifolia (Benth.) Pennell
- Agalinis tarijensis (R.E.Fr.) D'Arcy
- Agalinis tenuifolia (Vahl) Raf.
- Agalinis viridis (Small) Pennell
- Agalinis wrightii (A.Gray) Tidestr.